# Subcetate (okręg Harghita)
Subcetate – wieś w Rumunii, w okręgu Harghita, w gminie Subcetate. W 2011 roku liczyła 1187 mieszkańców.